# Панаки
Панаки (лат. Panaque) — род лучепёрых рыб из семейства кольчужных сомов, обитающий в Южной Америке. Научное название происходит от венесуэльского названия этих сомов.

## Описание

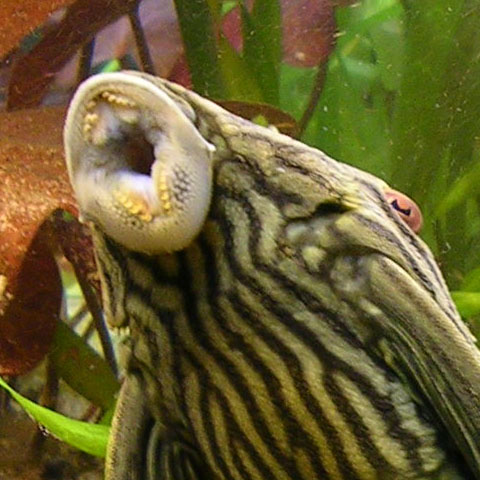
Рот и зубы Panaque nigrolineatus

Общая длина представителей этого рода колеблется от 7,3 до 43 см. Самцы стройнее самок. Все тело, кроме брюха, покрывают костные пластинки. Голова довольно крупная, массивная. Глаза большие, выпуклые с радужной оболочкой. Рот представляет собой мощную присоску. Есть 2 пары коротких усов. Туловище широкое, уплощенное, удлиненное в хвостовой части. Спинной, грудные и хвостовой плавники большие и широкие, хорошо развитые. Спинной и грудные плавники наделены мощными шипами. Брюшные плавники немного уступают грудным плавникам. Жировой и анальный плавники маленький.
Окраска колеблется от синевато-серого до чёрного цвета. Глаза могут быть голубыми. По основному фону проходят чёрные, тёмно-коричневые, платиновые, бежено-зеленоватые, белые контрастные полосы.

## Образ жизни
Это донные рыбы. Предпочитают жить в пресных, чистых водоёмах. Встречаются в реках с быстрым течением, при этом являются плохими пловцами. Значительную часть времени проводят, присосавшись к камням или коряге. Днём прячутся в укрытиях, активны ночью. Питаются водными беспозвоночными, мелкой рыбой, водорослями и детритом. Пропорции у каждого из видов разнятся: одни больше потребляют животную пищу, другие — растительную. Охотятся на добычу, хватая её.
Продолжительность жизни 10-12 лет.

## Размножение
Половая зрелость наступает в 2,5-3 года. В период спаривания у самцов появляются шипики.

## Распространение
Распространены в реках Ориноко, Амазонка, Укаяли, Токантис, Есекуибо, Магдалена и озере Маракайбо (в пределах Колумбии, Венесуэлы, Эквадора, Бразилии и Перу).

## Содержание в аквариуме
Для содержания нужен аквариум от 200 литров. На дно высыпается песок. Обустраивают укрытиями в виде кусков древесины, коряг, камней, керамических труб, цветочных горшков. Желательно содержать в одиночку, поскольку крупные особи часто нападают на меньших и младших.
Необходима аэрация и фильтрация воды, желательно обеспечить проточность. Воду в аквариуме меняют не реже 1 раза в неделю. Кормят живым (мотыль) и растительным кормом (салатом, крапивою, размоченным горохом, кабачками, картофелем, огурцами). Могут употреблять замороженные продукты. Оптимальной температурой содержания является 24-26 °C, хотя может быть снижена до 22 °C или повышена до 30 °C.

## Классификация
На апрель 2018 года в род включают 7 видов:
- Panaque armbrusteri Lujan, Hidalgo & Stewart, 2010
- Panaque bathyphilus Lujan & Chamon, 2008
- Panaque cochliodon (Steindachner, 1879) — Венесуэльская панака[1]
- Panaque nigrolineatus (Peters, 1877)
- Panaque schaeferi Lujan, Hidalgo & Stewart, 2010
- Panaque suttonorum Schultz, 1944
- Panaque titan Lujan, Hidalgo & Stewart, 2010

## Галерея

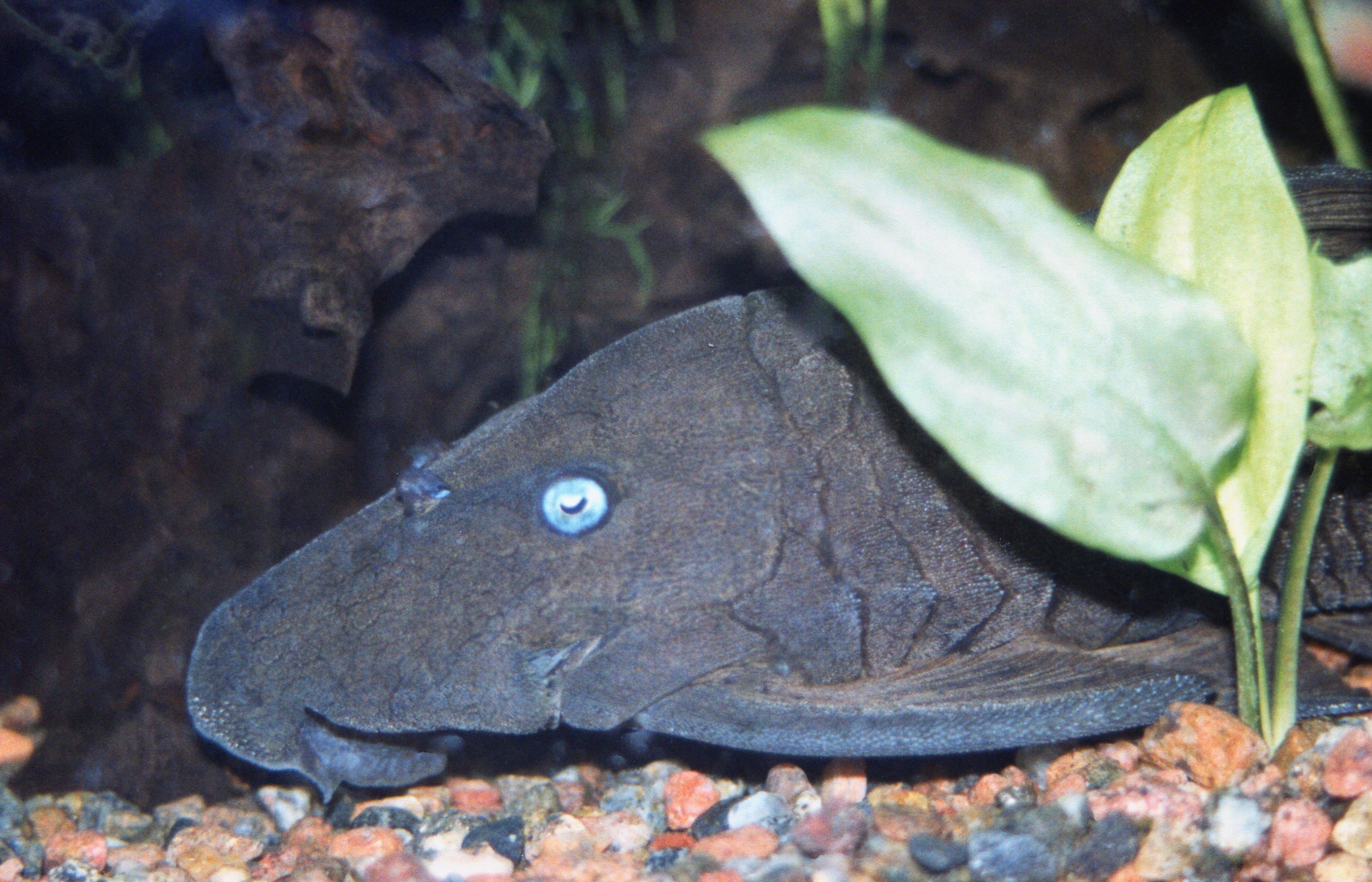
Венесуэльская панака
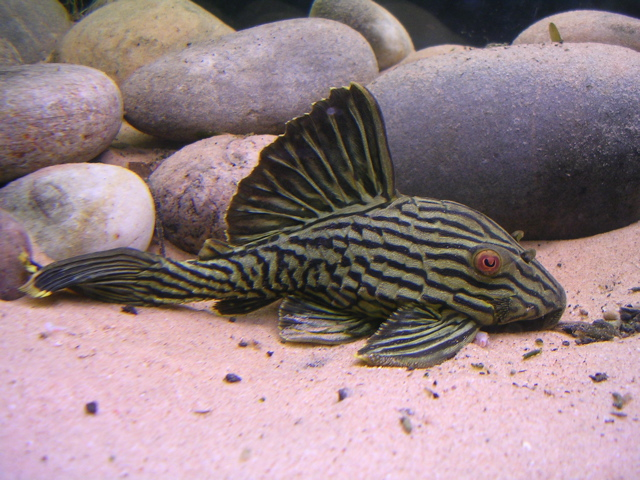
Panaque nigrolineatus